# Intérieur d'atelier à Nice
Intérieur d'atelier à Nice est un tableau réalisé par le peintre français Henri Matisse en 1929 à Nice, dans les Alpes-Maritimes. Cette huile sur toile de format horizontal représente l'intérieur de l'atelier de l'artiste place Charles-Félix, alors que s'achève sa période niçoise. La composition est dominée par de hautes baies vitrées donnant sur la mer Méditerranée et face auxquelles une figure est assise à une petite table, probablement Matisse lui-même dans ce qui est donc un autoportrait de dos. Achetée à Heinz Berggruen en 2000, l'œuvre est conservée au musée Berggruen, à Berlin, en Allemagne.